# Клинч, Ганс Ульрих
Ганс Ульрих Клинч (нем. Hans Ulrich Klintzsch; 4 ноября 1898, Люббенау, Германская империя — 17 августа 1959) — нацистский лидер и политический деятель Веймарской республики.
После Первой мировой войны вступил в ряды морской бригады Эрхардта, где служил в звании лейтенанта. После этого присоединился к тайной террористической организации «Консул», а затем и к Лиге Викингов. В августе 1921 года он в составе команды Германа Эрхардта работал над гимнастическим и спортивным отделением НСДАП, с которым он проводил тайную военную подготовку гитлеровских штурмовиков. В сентябре 1921 был арестован по подозрению в причастности к убийству Маттиаса Эрцбергера, члена СДПГ, который в ноябре 1918 года подписал капитуляцию Германии (убийство совершено организацией «Консул»).
Пройдя обучение, с 5 октября 1921 по 11 мая 1923 года был назначен руководителем штурмовых отрядов (СА), сменив на этом посту Эмиля Мориса. Имел звание верховного фюрера СА (оберст СА-фюрер, нем. Oberste SA-Führer). Передал руководство СА Герману Герингу, вернувшись в своё прежнее подразделение.
В 1924 году являлся гражданским, но позже вернулся в армию.
В 1936 году присоединился к Люфтваффе в звании майора и на должности командира лётной школы, затем был переведён в военно-воздушную спасательную службу и произведён в полковники.